# 任弘
任弘（1440年—?年），字伯容，號裕齋，四川順慶府南充縣人，軍籍，明朝政治人物。

## 生平
成化十四年（1478年）戊戌科進士。歷官戶部陝西司主事，轉員外郎。成化二十一年任天津戶部分司，出任雲南姚安府知府，嗣陞任貴州山西承宣布政司左右布政使，所在有政聲，於貴州有多，崇祀貴州名宦祠。與西充禮部尚書馬廷用齊名，人稱「二充」，云後以中貴用事流毒搢紳，上疏乞歸，卒於家。

## 家族
其子孫任良、任悊、任佃等均中進士。